# Anti-Sikh-Pogrome in Indien 1984
Die Anti-Sikh-Pogrome von 1984 waren eine Reihe von organisierten Pogromen, welche sich von Ende Oktober bis Anfang November des Jahres 1984 in Indien ereigneten. Besonders betroffen war dabei das Hauptstadtterritorium Delhi. Unruhen ereigneten sich allerdings auch in verschiedenen anderen Städten, insbesondere in Nordindien. Die Pogrome richteten sich gegen Sikhs nach der Ermordung von Indira Gandhi durch ihre Sikh-Leibwächter in Folge der Operation Blue Star. Einzelne Politiker des regierenden Indischen Nationalkongresses hatten sich bei der Organisation der Unruhen aktiv beteiligt. Offizielle Schätzungen der indischen Regierung gehen von knapp über 3000 Toten aus. Andere Schätzungen nennen 5000 bis 8000 Tote (davon 2500 allein in Delhi). Nach den Ausschreitungen erfolgte keine systematische Aufarbeitung der Geschehnisse oder Verfolgung der Täter.

## Vorgeschichte
In den 1980er Jahren wurden im Staat Punjab, in dem die religiöse Minderheit der Sikhs einen bedeutenden Teil der Bevölkerung stellt, Rufe nach Autonomie oder einem unabhängigen Sikh-Staat Khalistan laut. Infolgedessen wurde der Goldene Tempel von Amritsar vom Sikh-Aktivisten Jarnail Singh Bhindranwale besetzt. Die indische Premierministerin ordnete daraufhin die Operation Blue Star an, bei der das Heiligtum gestürmt wurde. Bhindranwale und viele seiner Anhänger kamen dabei ums Leben. Die im Tempel durchgeführte Operation löste bei vielen Sikhs Empörung aus und verstärkte die Unterstützung der Khalistan-Bewegung. Vier Monate später, am 31. Oktober 1984, wurde Indira Gandhi aus Rache von ihren beiden Sikh-Leibwächtern Satwant Singh und Beant Singh ermordet.

## Ablauf
Nach der Ermordung von Indira Gandhi am 31. Oktober 1984 versammelten sich Personen vor dem Krankenhaus, in das Gandhi gebracht worden war, und begannen, Racheparolen wie „Blut für Blut“ zu schreien. Das Auto von Präsident Giani Zail Singh wurde mit Steinen beworfen. Sie begannen, Sikhs anzugreifen, hielten Autos und Busse an, um Sikhs herauszuziehen und zu verbrennen. Die Gewalt am 31. Oktober, die sich noch auf die Gegend um das Krankenhaus beschränkte, führte bereits zu Toten. Es kam am folgenden Tag zu weiteren Ausschreitungen, welche sich gezielt gegen die religiöse Minderheit der Sikhs richteten. In der Nacht des 31. Oktobers und am Morgen des 1. Novembers trafen sich noch Führer der Kongresspartei mit lokalen Anhängern, um Geld und Waffen zu verteilen. Der Kongressabgeordnete Sajjan Kumar und der Gewerkschaftsführer Lalit Maken verteilten Geld und Schnapsflaschen an die Angreifer. Kumar soll angeordnet haben, dass „kein Sikh überleben sollte“. Auch die Polizei von Delhi war in die Pläne involviert, mit denen der Mord an Indira Gandhi in den Augen der Organisatoren vergolten werden sollte. Kerosin, die wichtigste Waffe des Mobs, wurde von einer Gruppe von Führern der Kongresspartei geliefert, welche Tankstellen besaßen. Die Täter trugen Eisenstangen, Messer, Knüppel und brennbares Material (einschließlich Kerosin und Benzin) bei sich. Sie drangen in Sikh-Viertel ein, töteten wahllos Sikhs und zerstörten Geschäfte und Häuser. Bewaffnete Banden hielten Busse und Züge in und um Delhi an und zerrten Sikh-Passagiere heraus, um sie zu lynchen; einige wurden lebendig verbrannt. Andere wurden aus ihren Häusern gezerrt und getötet; Berichten zufolge wurden Sikh-Frauen von Gruppen vergewaltigt. Laut Augenzeugenberichten, die dem Time Magazine vorliegen, sah die Polizei in Delhi zu, wie „Randalierer mordeten und vergewaltigten, nachdem sie Zugang zu Wählerverzeichnissen erhalten hatten, die es ihnen ermöglichten, Häuser von Sikhs mit Zeichen zu markieren, und wie große Mobs in von Sikhs besiedelte Viertel gebracht wurden“. Sikh-Männer, die nicht zu Hause waren, waren leicht an ihren Turbanen und Bärten zu erkennen, und Sikh-Frauen wurden an ihrer Kleidung erkannt. Am zweiten Tag wurde in Delhi eine Ausgangssperre erlassen, welche allerdings nicht durchgesetzt wurde. Insgesamt kam es in 60 Städten zu Unruhen. Am dritten Tag (3. November) konnten die Ausschreitungen schließlich weitgehend unter Kontrolle gebracht werden.

## Aufarbeitung
Unmittelbar nach den Ausschreitungen waren die selbst teilweise beteiligten Regierungsorgane kaum um eine Aufarbeitung der Ereignisse bemüht. Die Regierung soll auch Beweise vernichtet und die Schuldigen geschützt haben.  Am 12. August 2005 entschuldigte sich der damalige Premierminister Manmohan Singh in der Lok Sabha für die Unruhen. Bis 2012 wurden in Delhi 442 Beteiligte verurteilt. Neunundvierzig wurden zu lebenslanger Haft verurteilt, drei weitere zu mehr als 10 Jahren Haft. Sechs Polizeibeamte in Delhi wurden wegen Fahrlässigkeit während der Unruhen bestraft. Im Dezember 2018 wurde der ehemalige Kongressvorsitzende Sajjan Kumar in einer der ersten Verurteilungen eines hochrangigen Funktionärs vom Delhi High Court aufgrund einer wieder aufgenommenen Ermittlung zu einer lebenslangen Haftstrafe verurteilt.
Im April 2015 bezeichnete die California State Assembly die Ereignisse als Völkermord. Ähnliche Erklärungen machten die Parlamente von Connecticut und Ontario. Am 15. Januar 2017 wurde die Wall of Truth in Neu-Delhi, als Gedenkstätte für die während der Unruhen von 1984 getöteten Sikhs eingeweiht.